# 董同龢
董 同龢（とう どうわ、1911年10月12日 - 1963年6月18日）は、中国・台湾の言語学者。とくに上古音の研究で知られる。

## 生涯と業績
董同龢の実家は江蘇省南通州如皋県だが、雲南省雲南府昆明県の母方の祖父の家で生まれ、4-5歳のときに実家に帰った。のちに父が故宮博物院に職を得たため、一家で北京に移った。
1932年に清華大学に入学し、王力に音韻学を学んだ。1937年に卒業し、中央研究院歴史語言研究所に入った。日中戦争によって歴史語言研究所が奥地に移転すると、それに従って雲南省・四川省に移った。歴史語言研究所では1939年に米国から帰国した李方桂に音韻学を学んだ。董同龢は『湖北方言調査報告』の編集に参加し、また1940年に歴史語言研究所による雲南省と四川省の方言調査に従事した。「華陽涼水井客家話記音」（『集刊』19、1948）は四川省の客家語を調査したもので、従来の方言研究が漢字の読みにかたよっていたのを改め、通常の話し言葉をもとにして音韻体系をまとめている。
1949年に歴史語言研究所とともに台湾に移り、国立台湾大学の教授に就任した。

## 業績
上古音研究に関する主著『上古音韻表稿』（1944年出版）は、ベルンハルド・カールグレンの上古音の枠組みに基本的にはよりつつ、その多くの問題点を修正した。
「広韻重紐試釈」（『集刊』13、1948）では中古音の重紐を主母音の違いであると考えた。
『中国語音史』（中華文化出版事業委員会1954、董同龢没後の1968年に遺稿をもとに増補の上『漢語音韻学』と改題して出版）は中国語の音韻史のすぐれた概説書で、現代から中原音韻・切韻・上古音と古い方へさかのぼる方式で書かれている。
台湾では閩南語の研究を行った。「四個閩南方言」（『集刊』30、1960）で廈門・晋江・龍渓・掲陽方言を記述し、その比較を行った。またツォウ語の研究（『A Descriptive Study of the Tsou Language, Formosa』、没後の1964年に歴史語言研究所専刊48として出版）を行った。
教え子の丁邦新によって『董同龢先生語言学論文選集』（食貨出版社1974）がまとめられている。